# Ideopsis hewitsoni
Ideopsis hewitsoni är en fjärilsart som beskrevs av Moore 1883. Ideopsis hewitsoni ingår i släktet Ideopsis och familjen praktfjärilar. Inga underarter finns listade i Catalogue of Life.